# Periökumene
Als Periökumene (von griech. oikumene - Erdkreis, ganze bewohnte Erde und peri - um...herum) bezeichnet man eine Siedlungsinsel inmitten einer von Menschen unbesiedelten Wildnis; vorwiegend in der Anökumene.
Beispiele sind bemannte Wetter- oder Forschungsstationen in den Polargebieten oder auch Oasen in der Wüste.
Der Begriff geht auf Krates von Mallos zurück, der die ihm bekannte Weltgegend (Asien, Afrika und Europa) als Ökumene und den eventuell über den Atlantik erreichbaren Kontinent als Periökumene bezeichnete.
Der Begriff wird zusammen mit den Begriffen Subökumene und Anökumene in der Regel im Rahmen der Geowissenschaften – insbesondere in der Siedlungsgeographie – auf der globalen Maßstabsebene verwendet.